# Solinar (album)
Solinar je osmi studijski album skupine Faraoni. Album se je snemal med junijem 2001 in novembrom 2002 v Studiu Hendrix, Studiu FM, Studiu JORK, Studiu Xavier, Studiu Metro in v Studiu Tivoli. Album je izšel leta 2002 pri založbi Nika Records. 

## Nastopi na glasbenih festivalih
- "Solinar" - Melodije morja in sonca 2001
- "Ljubezen ni prišla še mimo" - Melodije morja in sonca 2002
- "Imej me vedno s seboj" - EMA 2002
- "Nekaj ostane" - Hit festival 2001
- "Peškador" - Hit festival 2002

## Seznam skladb
| Št. | Naslov                       | Pisec                                                    | Dolžina |
| --- | ---------------------------- | -------------------------------------------------------- | ------- |
| 1.  | „Solinar‟                    | Enzo Hrovatin-Silva Bajc-Patrik Greblo                   | 3:31    |
| 2.  | „Imej me vedno s seboj‟      | Enzo Hrovatin-Enzo Hrovatin-Patrik Greblo                | 3:09    |
| 3.  | „Peškador‟                   | Ferdinand Maraž-Nelfi Depangher-Patrik Greblo            | 3:27    |
| 4.  | „Ljubezen ni prišla še mimo‟ | Enzo Hrovatin-Enzo Hrovatin-Enzo Hrovatin, Patrik Greblo | 3:33    |
| 5.  | „Rompibale‟                  | Nelfi Depangher-Nelfi Depangher-Patrik Greblo            | 4:05    |
| 6.  | „Kot bel metulj‟             | Ferdinand Maraž-Damjana Kenda Hussu-Sašo Fajon           | 3:25    |
| 7.  | „Laži‟                       | Piero Pocecco-Tamara Kaluža Pocecco-Edy Meola            | 3:09    |
| 8.  | „To je življenje brez neba‟  | Enzo Hrovatin-Tomo Jurak-Enzo Hrovatin                   | 3:26    |
| 9.  | „A tebe ni‟                  | Ferdinand Maraž-Ferdinand Maraž-Sašo Fajon               | 3:36    |
| 10. | „Skrivnost‟                  | Piero Pocecco-Damjana Kenda Hussu-Edy Meola              | 3:37    |
| 11. | „Nekaj ostane‟               | Ferdinand Maraž-Damjana Kenda Hussu-Ferdinand Maraž      | 3:11    |
| 12. | „Ne vdaj se‟                 | Piero Pocecco-Miša Čermak-Edy Meola                      | 4:14    |
| 13. | „Peškador‟                   | Ferdinand Maraž-Nelfi Depangher-Patrik Greblo            | 3:27    |
| 14. | „Alibi‟                      | Enzo Hrovatin-Drago Mislej-Enzo Hrovatin, Janez Križaj   | 4:37    |

## Zasedba
Faraoni
- Enzo Hrovatin – kitare, vokal, bas kitara
- Nelfi Depangher – bobni, vokal
- Piero Pocecco – bas kitara, vokal
- Ferdinand Maraž – klaviature, vokal

Gostje
- Oliver Dragojević - vokal (3)
- Davor Klarič - električni klavir (14)
- Patrik Greblo - programiranje (1-5, 13)
- Edy Meola - saksofon, flavta, tolkala in programiranje (7, 10, 12)
- Kvartet 7+ - uvodni zbor (1)
- Tony Kozina - violina (12)
- Andrea Barucca Sebastiani - violončelo (12)
- Sašo Fajon - el. kitara, programiranje (6, 9)